# ليندساي أندرسون
ليندساي أندرسون (بالإنجليزية: Lindsay Anderson)‏ (و. 1923 – 1994 م) هو مخرج سينمائي، وممثل، وكاتب سيناريو، ومنتج أفلام، وصحفي، وممثل تعبيري، ومخرج مسرحي، من المملكة المتحدة، ولد في بنغالور، توفي في أنغوليم، عن عمر يناهز 71 عاماً بسبب نوبة قلبية.

## التعليم
تعلم في كلية وادهام (أكسفورد)، وCheltenham College ‏.

## وصلات خارجية
- ليندساي أندرسون على موقع IMDb (الإنجليزية)
- ليندساي أندرسون على موقع ميتاكريتيك (الإنجليزية)
- ليندساي أندرسون على موقع الموسوعة البريطانية (الإنجليزية)
- ليندساي أندرسون على موقع روتن توميتوز (الإنجليزية)
- ليندساي أندرسون على موقع روتن توميتوز (الإنجليزية)
- ليندساي أندرسون على موقع مونزينجر (الألمانية)
- ليندساي أندرسون على موقع ألو سيني (الفرنسية)
- ليندساي أندرسون على موقع تيرنر كلاسيك موفيز (الإنجليزية)
- ليندساي أندرسون على موقع أول موفي (الإنجليزية)
- ليندساي أندرسون على موقع قاعدة بيانات برودواي على الإنترنت (الإنجليزية)